# Rotunde von Mosta

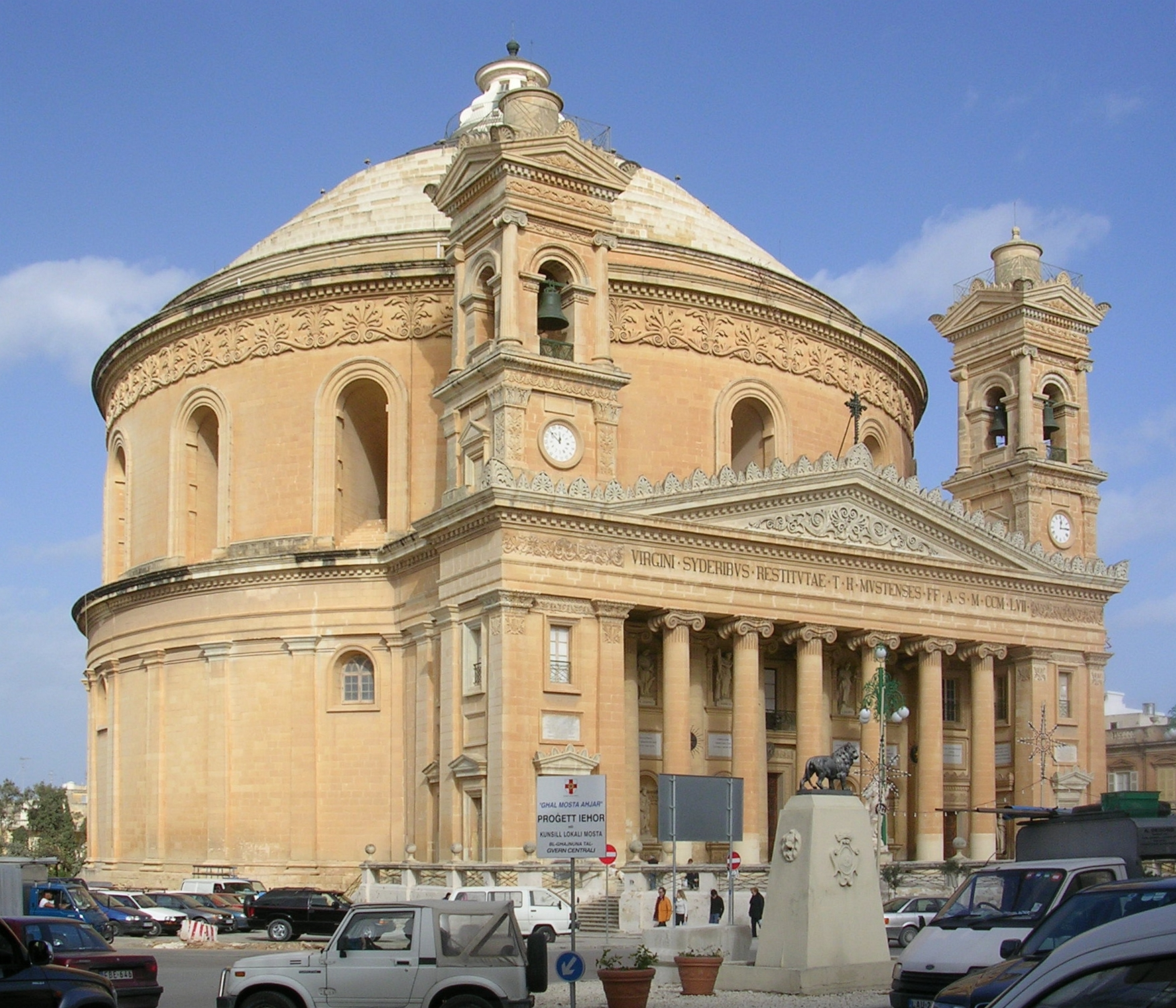
Dom von Mosta

Die Kirche Maria Himmelfahrt, auch bekannt als Rotunde von Mosta oder Rotunde Santa Marija Assunta, ist eine römisch-katholische Kirche in Mosta auf der Insel Malta im Staat Malta. Sie wurde 1860 geweiht.

## Geschichte

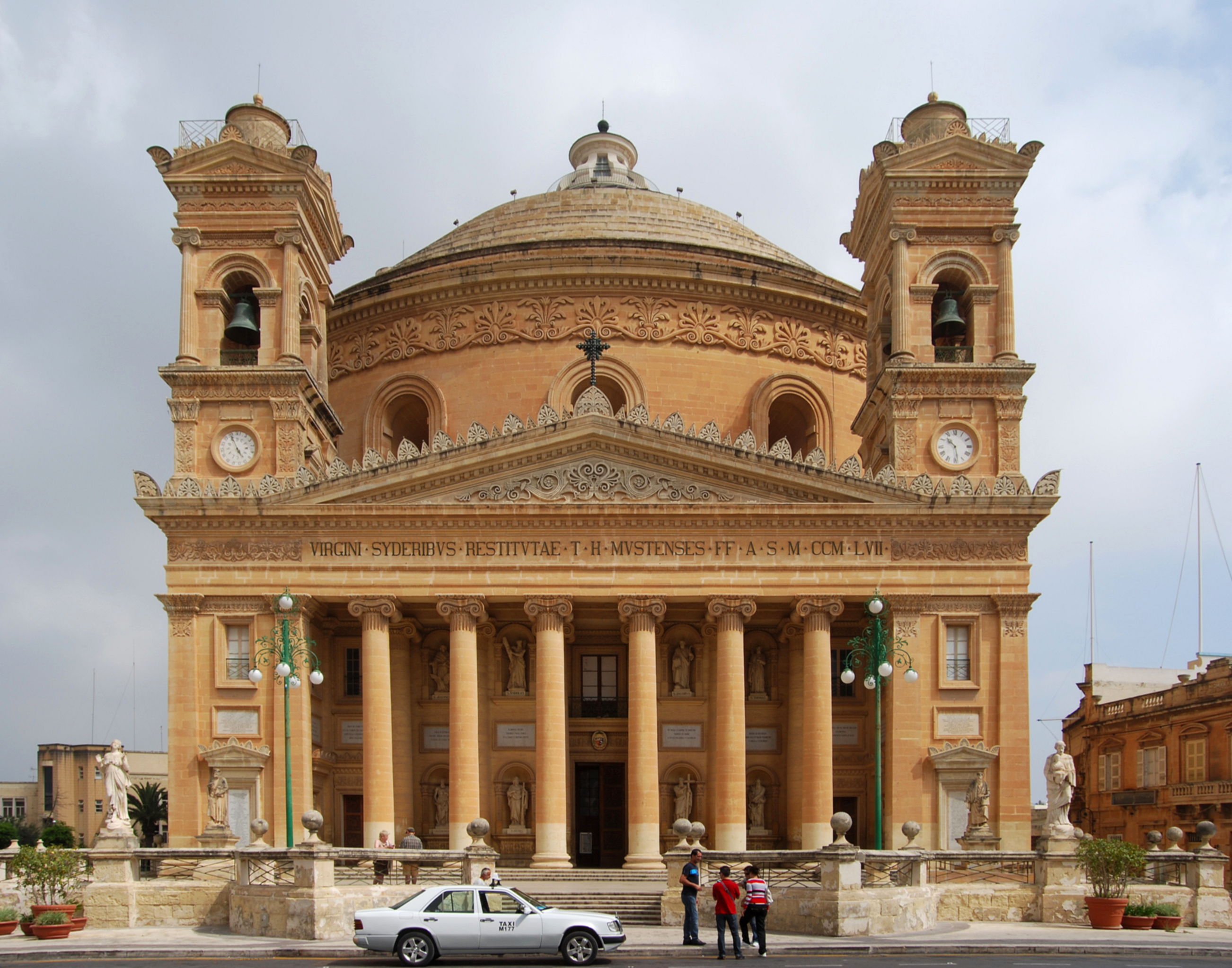
Ansicht von Süden

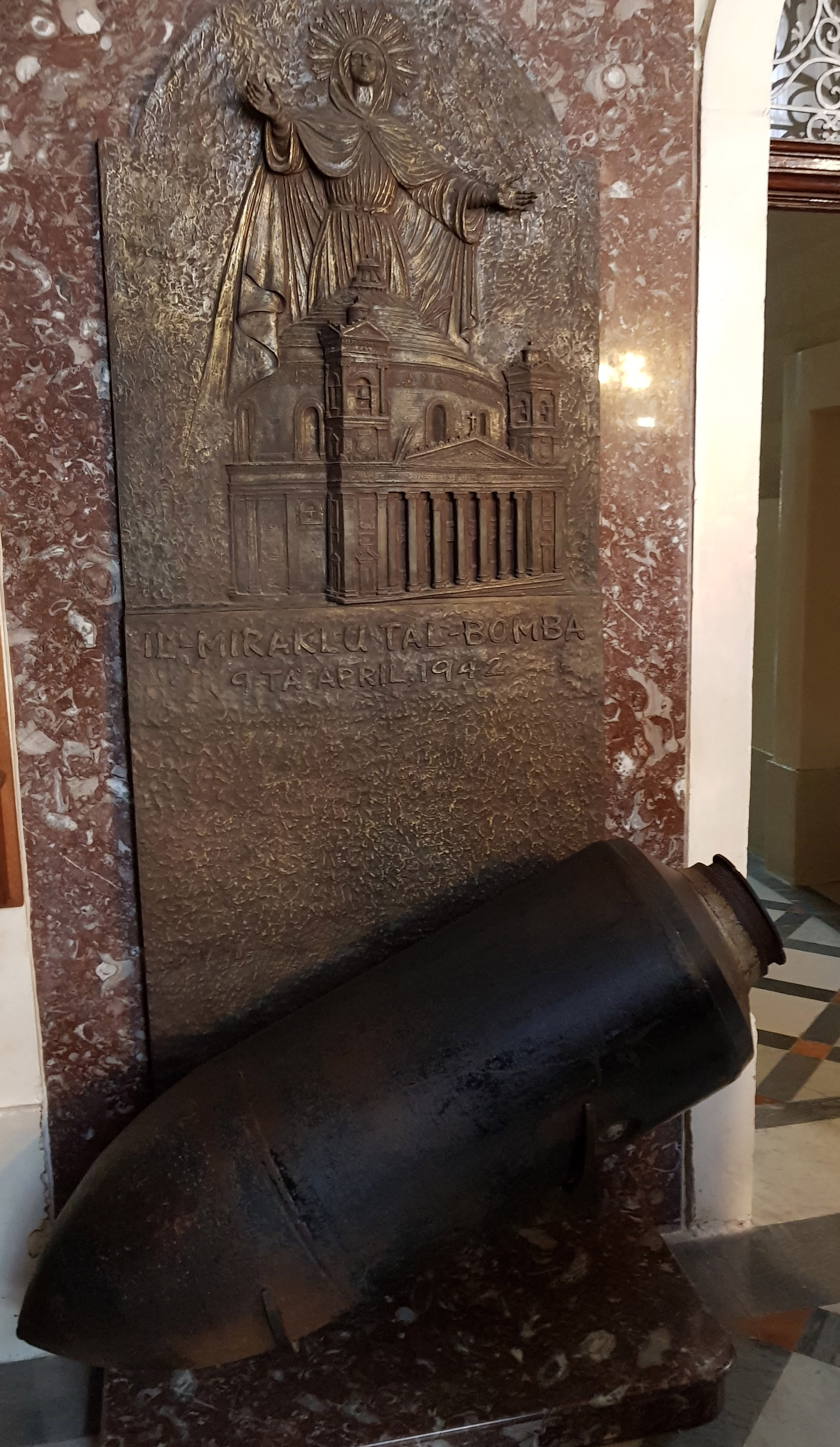
Das Wunder von Mosta – Die nicht explodierte Bombe

An der Stelle der heutigen Kirche stand Anfang des 17. Jahrhunderts bereits eine ältere kleine Kirche. Als im 18. Jahrhundert die Bevölkerungszahl der Stadt enorm wuchs, reichte das vorhandene Gotteshaus für alle Gläubigen nicht mehr aus, 1830 wurde der Bau eines größeren Kirchengebäudes beschlossen. Der maltesische Architekt Giorgio Grognet de Vassé erstellte einen Entwurf, der sich am Vorbild des Pantheon in Rom orientierte. Die zuständigen staatlichen und kirchlichen Behörden genehmigten 1832 die Pläne.
Am 30. Mai 1833 wurde der Grundstein gelegt, und viele Einwohner halfen sowohl mit Spenden als auch mit freiwilligen Hilfsdiensten mit. Der Sakralbau war erst im März 1860 vollendet. Während der Neubauarbeiten blieb die alte Kirche stehen und die Rotunde wurde um sie herum gebaut, so dass weiterhin Gottesdienste stattfinden konnten. Nach der Kirchweihe des Rundbaus wurde die alte Pfarrkirche an drei Fastnachtstagen abgebaut und am 11. März 1860 weihte der damalige Bischof Gaetano Pace Formo die Kirche.
Im April 1913 fand in der Rotunde die Abschlussfeier des XXIV. Eucharistischen Kongresses statt, Teilnehmer waren der päpstliche Legat Kardinal Domenico Ferrara, viele Kardinäle, Bischöfe und Vertreter zahlreicher Staaten.
Bei einem Luftangriff im Zweiten Weltkrieg wurde das stadtbildprägende Bauwerk am 9. April 1942 von einer deutschen Fliegerbombe direkt getroffen. Doch diese explodierte nicht, sondern durchschlug lediglich die Kuppel und blieb auf dem Fußboden liegen. Da sich zu dieser Zeit etwa 300 Menschen in der Kirche aufhielten und niemand wirklich verletzt wurde, wird das Ereignis als Wunder angesehen. Das Original der entschärften Bombe befindet sich im Kriegsmuseum in Valletta. Die Beschädigungen des Gotteshauses wurden bald behoben. In der Sakristei der Rotunda kann man eine Kopie der Bombe betrachten.

## Daten der Rotunda und der Kuppel

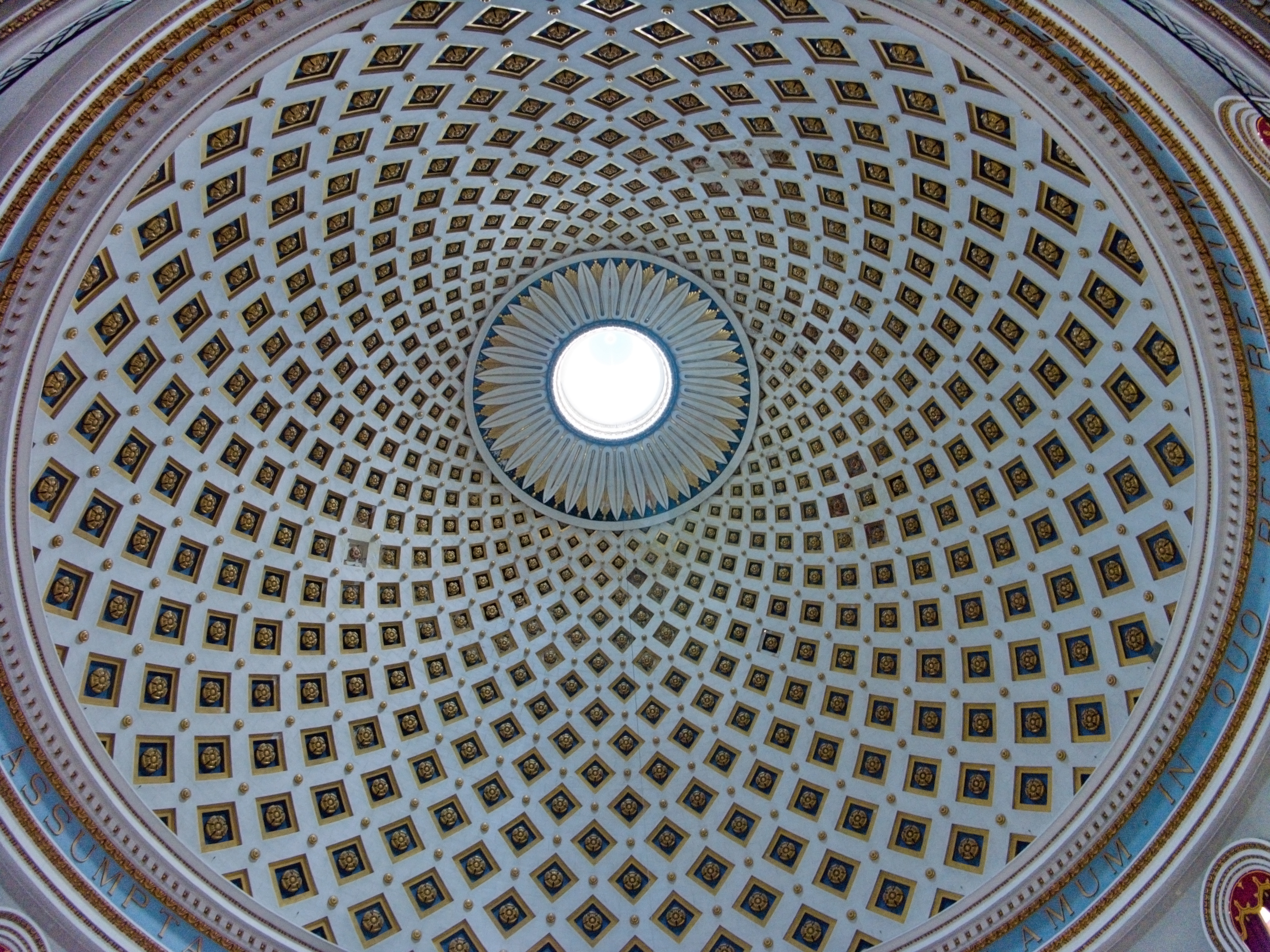
Innenansicht der Kuppel

Die Fassade des runden Bauwerks ist nach Süden ausgerichtet, wo sieben Säulen und zwei seitliche Stützbauten einen flachen Dreiecksgiebel tragen. Auf den Stützbauwerken befinden sich beiderseits Kirchtürme mit quadratischem Grundriss, in denen das Geläut hängt. Die Südfassade ist 37,19 m breit und 2,27 m hoch, die Türme sind je 35,59 m hoch. Der Außendurchmesser des Kirchengebäudes beträgt 54,86 m, die Mauern weisen unten eine Stärke von 8,38 m auf, damit sie das Gewicht der Kuppel tragen können. Die Kuppel soll nach Angaben des Pfarramts die viertgrößte freitragende Kirchen-Kuppel der Welt sein (vergleiche Liste der größten Kuppeln ihrer Zeit), nach der des Petersdoms in Rom, der Kathedrale von Florenz und der des römischen Pantheons. Ihr Innendurchmesser beträgt 35,97 Meter. Die Höhe der Kuppel im Inneren vom Boden bis zur Laterne gemessen liegt bei 56,38 Meter.

## Ausstattung

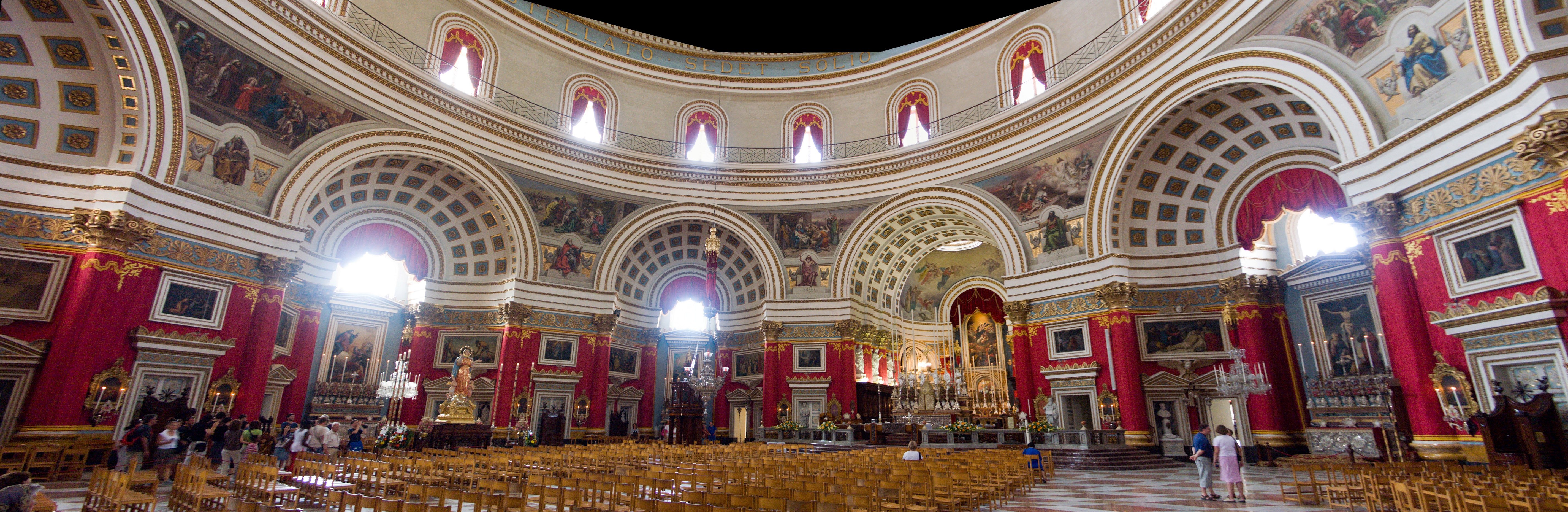
Innenansicht

Der Innenraum ist ganz in Blau, Gold und Weiß gehalten. Sämtliche Gemälde stammen von maltesischen Künstlern. Der Fußboden ist mit ornamental gestalteten Marmorplatten belegt.
Das Hauptaltarbild im Chorraum stellt Mariä Himmelfahrt dar. Es ist ein Werk des Malers Stefano Erardi (1630–1716), das für die alte, kleine Vorgängerkirche geschaffen wurde und für die viel größere Rotunde durch den Künstler Salvatore Barbara 1860 angepasst wurde. 1920 und 1974 erfolgten durch Mourice Cordina Restaurierungen.
Auffälliger als das Altarbild ist die Marienstatue links neben dem Eingang in einer Nische. Sie stellt ebenfalls Marias Himmelfahrt dar und geht zurück auf eine vom maltesischen Bildhauer Salvatore Dimech im Jahr 1868 für die Vorgängerkirche geschaffene Figur im nazarenen Stil. Die Kirchengemeinde wünschte später jedoch ein moderneres Marienbild und beauftragte 1947 den Bildhauer Vincent Apap mit einer umfassenden Restaurierung. Dabei blieb jedoch nur der ursprüngliche Sockel erhalten.